# Kinnah Phiri
Kinnah Phiri (né le 30 octobre 1954 à Blantyre au Malawi) est un joueur de football international malawite, qui évoluait au poste d'attaquant.

## Biographie

### Carrière de joueur

#### Carrière en club
Kinnah Phiri joue en faveur du club de Big Bullets, puis évolue avec le Manzini Wanderers. Il remporte plusieurs titres de champion du Malawi.

#### Carrière en sélection
Il reçoit 30 sélections en équipe du Malawi, inscrivant 36 buts inscrits, entre 1974 et 1981[réf. nécessaire].
Il dispute deux matchs rentrant dans le cadre des éliminatoires du mondial 1978, et deux matchs rentrant dans le cadre des éliminatoires du mondial 1982, avec pour résultats un nul et trois défaites.

### Carrière d'entraîneur
Il dirige l'équipe du Malawi lors des éliminatoires du mondial 2010, puis lors des éliminatoires du mondial 2014.
Il est le sélectionneur du Mali lors de la Coupe d'Afrique des nations 2010 organisée en Angola.

## Palmarès
Silver Strikers
- Championnat du Malawi (3) :
  - Champion : 2004, 2005 et 2006.